# Antrim Borough (circonscription du Parlement d'Irlande du Nord)
Pour les articles homonymes, voir Antrim.
Antrim, parfois connue sous le nom d'Antrim Borough pour la distinguer de l'ancienne circonscription du même nom, était une circonscription uninominale du Parlement d'Irlande du Nord.

## Limites

Les limites d'Anrtim de 1929 à 1969

Antrim était une division du comté d'Antrim. Avant 1929, elle faisait partie de la circonscription d'Antrim, composée de sept membres, avec laquelle elle partageait le meme nom. La circonscription a envoyé un MP à la Chambre des communes d'Irlande du Nord de 1929 jusqu'à ce que le Parlement soit temporairement suspendu en 1972, puis officiellement aboli en 1973.
La division, de 1929 à 1969, jouxtait Antrim Mid au nord, Antrim Bannside et Lough Neagh à l'ouest, Antrim South au sud, Belfast au sud-est, Antrim Carrick à l'est et Antrim Larne au nord-est.
En ce qui concerne les zones de gouvernement local de l'époque, la circonscription comprenait en 1929 des parties des districts ruraux d'Antrim, Ballymena, Belfast et Lisburn.
Après des changements de limites en 1969, la circonscription comprenait des parties des districts ruraux d'Antrim et Lisburn.
De 1969 à 1973, la division bordait Bannside au nord-ouest, Larne au nord-est, Carrick et Newtownabbey à l'est, Belfast et Larkfield au sud-est, South Antrim au sud et Lough Neagh à l'ouest.

## Politique
Antrim n'était représenté que par deux MPs, tous deux membres du Ulster Unionist Party. Ils détenaient généralement une large majorité et de nombreuses élections n’étaient pas contestées.

## Membres du Parlement
| Élection   | MP (Parti) | MP (Parti)                           |
| ---------- | ---------- | ------------------------------------ |
| MPs (1929) |            | Hugh Minford (Ulster Unionist Party) |
| MPs (1951) |            | Nat Minford (Ulster Unionist Party)  |

## Résultats des élections
| Parti         | Parti                                     | Candidat       | Voix   | %     | ± |
| ------------- | ----------------------------------------- | -------------- | ------ | ----- | - |
|               | Ulster Unionist                           | Hugh Minford   | 6,869  | 63,41 |   |
|               | Independent Unionist                      | William Graham | 3,964  | 36,59 |   |
| Majorité      | Majorité                                  | Majorité       | 2,905  | 26,82 |   |
| Participation | Participation                             | Participation  | 17,937 | 60,39 |   |
|               | Ulster Unionist vainqueur (nouveau siège) |                |        |       |   |

| Parti | Parti                   | Candidat                | Voix            | %   | ±   |
| ----- | ----------------------- | ----------------------- | --------------- | --- | --- |
|       | Ulster Unionist         | Hugh Minford            | Sans opposition | N/A | N/A |
|       | Ulster Unionist retenir | Ulster Unionist retenir | Swing           | N/A |     |

| Parti         | Parti                   | Candidat                | Voix   | %     | ±       |
| ------------- | ----------------------- | ----------------------- | ------ | ----- | ------- |
|               | Ulster Unionist         | Hugh Minford            | 8,133  | 60,21 | N/A     |
|               | Progressive Unionist    | John Graham             | 5,374  | 39,79 | Nouveau |
| Majorité      | Majorité                | Majorité                | 2,759  | 20,42 | N/A     |
| Participation | Participation           | Participation           | 20,687 | 65,29 | N/A     |
|               | Ulster Unionist retenir | Ulster Unionist retenir | Swing  | N/A   |         |

| Parti | Parti                   | Candidat                | Voix            | %   | ±   |
| ----- | ----------------------- | ----------------------- | --------------- | --- | --- |
|       | Ulster Unionist         | Hugh Minford            | Sans opposition | N/A | N/A |
|       | Ulster Unionist retenir | Ulster Unionist retenir | Swing           | N/A |     |

| Parti         | Parti                   | Candidat                | Voix   | %     | ±       |
| ------------- | ----------------------- | ----------------------- | ------ | ----- | ------- |
|               | Ulster Unionist         | Hugh Minford            | 11,580 | 83,05 | N/A     |
|               | NI Labour               | William John Gregg      | 2,363  | 16,95 | Nouveau |
| Majorité      | Majorité                | Majorité                | 9,217  | 66,10 | N/A     |
| Participation | Participation           | Participation           | 20,165 | 69,14 | N/A     |
|               | Ulster Unionist retenir | Ulster Unionist retenir | Swing  | N/A   |         |

- Mort de Minford

| Parti | Parti                   | Candidat                | Voix            | %   | ±   |
| ----- | ----------------------- | ----------------------- | --------------- | --- | --- |
|       | Ulster Unionist         | Nat Minford             | Sans opposition | N/A | N/A |
|       | Ulster Unionist retenir | Ulster Unionist retenir | Swing           | N/A |     |

| Parti | Parti                   | Candidat                | Voix            | %   | ±   |
| ----- | ----------------------- | ----------------------- | --------------- | --- | --- |
|       | Ulster Unionist         | Nat Minford             | Sans opposition | N/A | N/A |
|       | Ulster Unionist retenir | Ulster Unionist retenir | Swing           | N/A |     |

| Parti | Parti                   | Candidat                | Voix            | %   | ±   |
| ----- | ----------------------- | ----------------------- | --------------- | --- | --- |
|       | Ulster Unionist         | Nat Minford             | Sans opposition | N/A | N/A |
|       | Ulster Unionist retenir | Ulster Unionist retenir | Swing           | N/A |     |

| Parti | Parti                   | Candidat                | Voix            | %   | ±   |
| ----- | ----------------------- | ----------------------- | --------------- | --- | --- |
|       | Ulster Unionist         | Nat Owens Minford       | Sans opposition | N/A | N/A |
|       | Ulster Unionist retenir | Ulster Unionist retenir | Swing           | N/A |     |

| Parti         | Parti                   | Candidat                | Voix   | %     | ±       |
| ------------- | ----------------------- | ----------------------- | ------ | ----- | ------- |
|               | Ulster Unionist         | Nat Minford             | 10,417 | 62,58 | N/A     |
|               | National Democratic     | John McGivern           | 6,230  | 37,42 | Nouveau |
| Majorité      | Majorité                | Majorité                | 4,187  | 25,16 | N/A     |
| Participation | Participation           | Participation           | 29,580 | 56,28 | N/A     |
|               | Ulster Unionist retenir | Ulster Unionist retenir | Swing  | N/A   |         |

- Modifications des limites

| Parti | Parti                   | Candidat                | Voix            | %   | ±   |
| ----- | ----------------------- | ----------------------- | --------------- | --- | --- |
|       | Ulster Unionist         | Nat Minford             | Sans opposition | N/A | N/A |
|       | Ulster Unionist retenir | Ulster Unionist retenir | Swing           | N/A |     |

- Parlement prorogé le 30 mars 1972 et aboli le 18 juillet 1973

### Sources
- Northern Ireland Parliamentary Election Results 1921-1972, compiled and edited by Sydney Elliott (Political Reference Publications 1973)